# Idioma paiwan

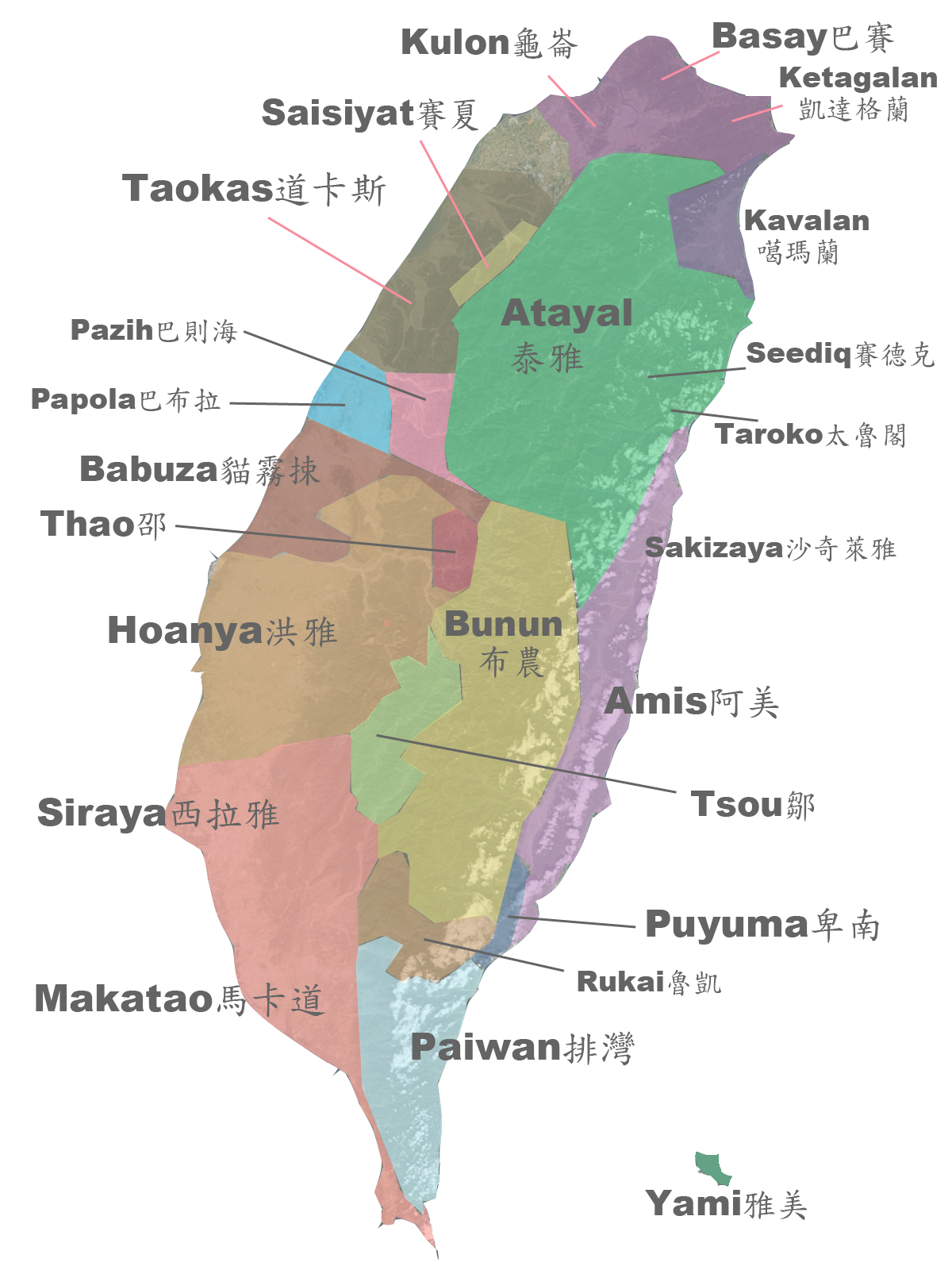
Distribución temprana de las lenguas austronesias en Taiwán.

El paiwan es una lengua aborigen de Taiwán, hablado por la gente paiwan, una tribu de los gaoshan. Paiwan es una lengua formosana de la familia austronesia. El número de hablantes rondaba los 96 000 en 2014.
- Datos: Q715755